# فرودگاه بین‌المللی گوما
فرودگاه بین‌المللی گما (به انگلیسی: Goma International Airport) یک فرودگاه همگانی با کد یاتا GOM است که یک باند فرود آسفالت دارد و طول باند آن ۱۹۹۵ متر است. این فرودگاه در کشور جمهوری دموکراتیک کنگو قرار دارد و در ارتفاع ۱۵۵۱ متری از سطح دریا واقع شده‌است.

## شرکت‌های هواپیمایی و مقصدهای پروازی
| شرکت‌های هواپیمایی | مقصدهای پروازی          |
| ----------------- | ----------------------- |
| Congo Airways     | کیندو، بانگوکا, ان دیلی |
| هواپیمایی اتیوپی  | بوول                    |